# Jeżozwierz
Jeżozwierz (Hystrix) – rodzaj ssaków z rodziny jeżozwierzowatych (Hystricidae).

## Rozmieszczenie geograficzne
Rodzaj obejmuje gatunki występujące w:
- Afryce (Libia, Algieria, Maroko, Mauretania, Senegal, Gambia, Gwinea Bissau, Sierra Leone, Liberia, Wybrzeże Kości Słoniowej, Mali, Burkina Faso, Ghana, Togo, Benin, Niger, Nigeria, Kamerun, Czad, Sudan, Erytrea, Dżibuti, Somalia, Etiopia, Kongo, Demokratyczna Republika Konga, Rwanda, Burundi, Uganda, Kenia, Tanzania, Malawi, Zambia, Angola, Namibia, Botswana, Zimbabwe, Mozambik, Eswatini, Lesotho i Południowa Afryka; być może Republika Środkowoafrykańska i Egipt),
- Azji (Turcja, Izrael, Jordania, Syria, Jemen, Arabia Saudyjska, Gruzja, Armenia, Irak, Iran, Kazachstan, Turkmenistan, Afganistan, Chiny, Pakistan, Indie, Sri Lanka, Bangladesz, Mjanma, Nepal, Laos, Wietnam, Tajlandia, Malezja, Filipiny, Brunei i  Indonezja; być może Kirgistan, Tadżykistan i Uzbekistan),
- Europie (Włochy).

## Morfologia
Długość ciała (bez ogona) 450–930 mm, długość ogona 60–190 mm, długość tylnej stopy 69–114 mm, długość ucha 25–48 mm; masa ciała 3,8–27 kg.

## Systematyka
Rodzaj zdefiniował w 1758 roku szwedzki przyrodnik Karol Linneusz w 10. wydaniu Systema Naturae, publikacji własnego autorstwa poświęconej klasyfikacji fauny i flory. Linneusz wymienił pięć gatunków – Hystrix macroura Linnaeus, 1758, Hystrix brachyura Linnaeus, 1758, Hystrix cristata Linnaeus, 1758, Hystrix prehensilis Linnaeus, 1758 i Hystrix dorsata Linnaeus, 1758 – z których gatunkiem typowym jest (późniejsze oznaczenie) jeżozwierz afrykański (H. cristata). 

### Etymologia
- Hystrix (Histrix): gr. υστριξ ustrix ‘jeżozwierz’, być może od υς us ‘wieprz’; θριξ thrix, τριχος trikhos ‘włosy’[17].
- Acanthion: gr. ακανθιων akanthiōn ‘jeżozwierz’[18]. Gatunek typowy: Cuvier wymineił dwa gatunki – Acanthion Javanicum F. Cuvier, 1823 i Acanthion Daubentonii F. Cuvier, 1823 (= Hystrix cristata Linnaeus, 1758) – z których typem nomenklatorycznym jest Acanthion javanicum F. Cuvier, 1823.
- Acantherium: gr. ακανθα akantha ‘kolec’; θηριον thērion ‘dzike zwierzę’, od θηρ thēr, θηρος thēros ‘zwierzę’[18]. Gray podał dwa gatunki – Acanthion javanicum F. Cuvier, 1823 oraz Acanthion flemingii J.E. Gray, 1847 (nomen dubium; mieszaniec samca Hystrix javanicus i samicy Hystrix cristata, wyhodowany w Surrey Zoological Gardens[18]).
- Lamprodon: gr. λαμπρος lampros ‘błyszczący, świecący, lśniący’; οδους odous, οδοντος odontos ‘ząb’[19]. Gatunek typowy (oznaczenie monotypowe): †Lamprodon primigenius J.A. Wagner, 1848.
- Orenomys: gr. ορος oros, ορεος oreos ‘góra’; μυς mus, μυος muos ‘mysz’[20]. Gatunek typowy (oznaczenie monotypowe): †Orenomys claveris Aymard, 1855.
- Acanthochoerus: gr. ακανθα akantha ‘kolec’; χοιρος choiros ‘świnia’[18]. Gatunek typowy (oznaczenie monotypowe): Acanthochoerus grotei J.E. Gray, 1866 (= Hystrix brachyura Linnaeus, 1758).
- Oedocephalus: gr. οίδέω oideō ‘puchnąć, być obrzmiałym’; -κεφαλος -kephalos ‘-głowy’, od κεφαλη kephalē ‘głowa’[21]. Gatunek typowy (oznaczenie monotypowe): Acanthion cuvieri J.E. Gray, 1847 (= Hystrix cristata Linnaeus, 1758).
- Thecurus: gr. θηκη thēkē ‘skrzynia, pudło, kapsuła’[22]; ουρα oura ‘ogon’[23][10]. Gatunek typowy (oryginalne oznaczenie): Thecurus sumatrae Lyon, 1907.
- Miohystrix: przedrostek mio-, od epoki miocenu[24]; rodzaj Hystrix Linnaeus, 1758 (jeżozwierz). Gatunek typowy (oznaczenie monotypowe): †Miohystrix parvae Kretzoi, 1951.

### Podział systematyczny
Do rodzaju należą następujące gatunki zgrupowane w trzech podrodzajach:
| Podrodzaj | Grafika | Gatunek                  | Autor i rok opisu | Nazwa zwyczajowa                | Podgatunki         | Rozmieszczenie geograficzne | Podstawowe wymiary                        | Status IUCN |
| --------- | ------- | ------------------------ | ----------------- | ------------------------------- | ------------------ | --- | ----------------------------------------- | ----------- |
| Thecurus  |         | Hystrix sumatrae         | (Lyon, 1907)      | jeżozwierz sumatrzański         | gatunek monotypowy | endemit Indonezji (Sumatra); zakres wysokości: 0–300 m n.p.m. | DC: 45–56 cm DO: 9–11 cm MC: 3,8–5,4 kg   | LC          |
| Thecurus  |         | Hystrix crassispinis     | (Günther, 1877)   | jeżozwierz grubokolcy           | gatunek monotypowy | Borneo (Malezja, Indonezja i Brunei); zakres wysokości: do 1200 m n.p.m. | DC: 45–66 cm DO: 6,5–19 cm MC: 3,8–5,4 kg | LC          |
| Thecurus  |         | Hystrix pumila           | (Günther, 1879)   | jeżozwierz palawański           | gatunek monotypowy | endemit Filipin (Palawan, przylagła Busuanga i Balabac) | DC: 45–66 cm DO: 6,4–19 cm MC: 3,8–5,4 kg | VU          |
| Acanthion |         | Hystrix brachyura        | Linnaeus, 1758    | jeżozwierz malajski             | 3 podgatunki       | południowe Himalaje na wschód do środkowej i południowej Chińskiej Republiki Ludowej (włącznie z wyspą Hajnan), na południe do półwyspowej Malezji, Sumatry i Borneo                                                              | DC: 45–93 cm DO: 6–17 cm MC: 8–27 kg      | LC          |
| Acanthion |         | Hystrix javanica         | (F. Cuvier, 1823) | jeżozwierz jawajski             | gatunek monotypowy | endemit Indonezji (Jawa (włącznie z wyspą Madura), Małe Wyspy Sundajskie (Bali, Lombok, Sumbawa i Flores) oraz Wyspy Selayar (Palau Rinca i Pulau Tanahjampea)                                                                    | DC: 45–66 cm DO: 6–17 cm MC: 8–27 kg      | LC          |
| Hystrix   |         | Hystrix cristata         | Linnaeus, 1758    | jeżozwierz afrykański           | gatunek monotypowy | Europa (Włochy i Sycylia) i Afryka (Maroko do Egiptu, południowy Sudan i Sudan Południowy do Somalii, Senegal do Tanzanii, izolowane populacje w Mauretanii, Mali i Nigrze)); zakres wysokości: do 3500 m n.p.m.                  | DC: 45–93 cm DO: 6–17 cm MC: 8–27 kg      | LC          |
| Hystrix   |         | Hystrix africaeaustralis | W. Peters, 1852   | jeżozwierz południowoafrykański | gatunek monotypowy | od południowego Konga i południowej Demokratycznej Republiki Koinga na wschód do południowo-zachodniej Kenii i Tanzanii, na południe do Południowej Afryki za wyjątkiem namibijskiego wybrzeża; zakres wysokości: 0–2000 m n.p.m. | DC: 63–80 cm DO: 10,5–13 cm MC: 10–24 kg  | LC          |
| Hystrix   |         | Hystrix indica           | Kerr, 1792        | jeżozwierz indyjski             | gatunek monotypowy | południowa Turcja, Lewant i Półwysep Arabski, na północny wschód do Kaukazu Południowego i południowego Kazachstanu, na południowy wschód do Indii i Sri Lanki                                                                    | DC: 45–93 cm DO: 6–17 cm MC: 8–27 kg      | LC          |

Kategorie IUCN:  LC  – gatunek najmniejszej troski,  VU  – gatunek narażony.
Opisano również gatunki wymarłe:
- Hystrix aryanensis Şen, 2001[28] (Afganistan; miocen)
- Hystrix astasobae Bate, 1951[29] (Sudan; plejstocen)
- Hystrix brevirostra Wang Banyue & Qiu Zhanxiang, 2020[30] (Chińska Republika Ludowa; pliocen)
- Hystrix caucasica (Argyropulo, 1939)[31] (Rosja; pliocen)
- Hystrix claveris (Aymard, 1855)[6] (Francja; miocen)
- Hystrix depereti Şen, 2001[32] (Francja; pliocen)
- Hystrix gansuensis Wang Banyue & Qiu Zhanxiang, 2002[33] (Chińska Republika Ludowa; miocen)
- Hystrix kiangsenensis Wang Kungmoh, 1931[34] (Chińska Republika Ludowa; plejstocen)
- Hystrix lagrelli Lönnberg, 1924[35] (Chińska Republika Ludowa; plejstocen)
- Hystrix leakeyi Denys, 1987[36] (Tanzania; pliocen)
- Hystrix makapanensis Greenwood, 1958[37] (Południowa Afryka; pliocen–plejstocen)
- Hystrix parvae (Kretzoi, 1951)[11] (Węgry; miocen)
- Hystrix paukensis Nishioka, Zin Maung Maung Thein, Egi, Tsubamoto, Nishimura, Ito, Thaung Htike & Takai, 2011[38] (Mjanma; miocen–pliocen)
- Hystrix primigenia (J.A. Wagner, 1848)[39] (Grecja; miocen)
- Hystrix refossa P. Gervais, 1852[40] (Francja; plejstocen)
- Hystrix trofimovi Shevyreva, 1986[41] (Tadżykistan; pliocen)
- Hystrix velunensis Czernielewski, 2022[42] (Polska; pliocen)
- Hystrix zhengi Van Weers & Zheng Zhaoqun, 1999[43] (Chińska Republika Ludowa; plejstocen)

Gatunki o nieokreślonej pozycji systematycznej (nomen dubium):
- Acanthion flemingii J.E. Gray, 1847
- Acanthochoerus bartletti J.E. Gray, 1866